# Victor Derode
Pour les articles homonymes, voir Derode.
Victor Derode, né à Lille le 27 septembre 1797 et mort à Dunkerque le 6 août 1867, est un historien français. Doté d'une curiosité intellectuelle étendue, ses œuvres montrent le caractère encyclopédique de ses connaissances.

## Biographie

### À Lille
Fils de Philippe Edward de Rode, magistrat de la ville de Lille, Victor Henri Joseph Derode est historien et scientifique de la ville de Lille, et à ce titre l'auteur de nombreux ouvrages sur les villes du nord de la France (notamment Lille, la Flandre et Dunkerque) mais aussi sur la progression des langues.
Vers l'âge de sept ans, le sort s'acharne sur Victor Derode : un incendie détruit l'établissement industriel de ses parents et amoindrit leur fortune; lui-même se casse la jambe gauche à la suite d'une chute, la fracture mal réduite lui vaut de garder une infirmité l'obligeant à l'usage d'une béquille ; ses parents décèdent peu après, il est accueilli chez son frère aîné Philippe.
En 1804, il obtient un prix de lecture et garde toute sa vie le livre donné en récompense.
En parallèle à ses études, il se lance avec des amis, quasiment en autodidactes, dans des études musicales, ce qui l'amènera ultérieurement à écrire en 1828 un livre très personnel, voire original, sur l'introduction à l'harmonie, qui lui vaut sa présence dans la Biographie universelle des musiciens de François-Joseph Fétis.Il entre au collège de Lille, où il est le condisciple du chimiste Augustin-Pierre Dubrunfaut. Il y profite de l'enseignement de Charles Delezenne en mathématiques et sort lauréat en mathématiques en 1812.
Sorti du collège, il suit la tradition familiale et se lance dans le commerce. Mais en même temps, il suit le cours libre de botanique animé par Gaspard Thémistocle Lestiboudois.
En 1818, à 21 ans, il se marie. Le couple exploite un commerce jusqu'en 1821. Puis, par goût des études, Victor Derode se lance dans le préceptorat pendant quatre ans. En 1826, au moment de la séparation de son élève, il lui laisse ses recommandations sous forme de vers. Cette expérience lui montre ses capacités dans le domaine et le pousse à obtenir le diplôme de bachelier afin de pouvoir enseigner, ce qui se produit en 1825.
Dès lors, il entre dans une institution scolaire privée tenue par son beau-frère et y enseigne. En parallèle, il entre dans la Société des sciences, de l'agriculture et des arts de Lille.
En 1827, il fait paraître sa première étude historique, Éloge historique du duc d'Enghien, rédigée en réponse au sujet mis au concours par la Société des belles lettres. Sa curiosité le pousse à ne pas se limiter à l'histoire et l'amène à présenter à la Société des sciences lilloise un mémoire sur « la machine pneumatique à double cylindre ».
Il assume en 1828 la direction de l'institution où il enseigne.  La religion tient dans l'établissement un rôle central. On y enseigne les lettres, sciences et arts. Il modernise l'enseignement en introduisant la gymnastique, véritable révolution à l'époque, par l'ouverture d'un gymnase, de locaux couverts pour les récréations en hiver. Il finance sur ses deniers un musée de matières premières et de produits fabriqués, institue notamment pour les élèves sourds-muets, des ateliers pour former à nombre de métiers techniques (tourneurs, fondeurs, graveurs, teinturiers, menuisiers, lithographes, peintres), l'horticulture n'est pas absente. Il ajoute des cabinets de physique, de chimie, d'histoire naturelel, une société de musique, des excursions et des expositions scolaires. Victor Derode adapte les règlements de l'institution,règlements parfois repris dans d'autres instituts, établit des conseils à l'intention des enseignants. L'établissement prospère pendant une vingtaine d'années puis connait un déclin. Victor Derode se voit décerner par le ministre de l'Instruction publique le titre d'officier d'académie, titre le plus élevé auquel pouvait alors prétendre un directeur d'établissement privé.
Il crée en 1834 une des premières institutions destinées aux sourds-muets avec l'abbé Sicard. À cette fin, il fait venir à Lille Jean Massieu, élève très proche de Sicard. N'ayant que peu d'élèves, il doit renoncer après un an, mais l'idée put faire son chemin et Massieu ouvre peu après un établissement sur Lille.
En 1845, il cesse d'enseigner et se lance dans le commerce, où il réussit. Cette nouvelle activité va l'amener à Dunkerque
Il est membre de la Société d'émulation de Cambrai, de la Commission historique du Nord et de très nombreuses sociétés savantes tant lors de sa période lilloise qu'ensuite à Dunkerque.

### À Dunkerque
Arrivé à Dunkerque en 1848, Victor Derode,  se montre très réservé par rapport aux idées nouvelles socialisantes exprimées lors de la Révolution de 1848. Lorsqu' éclate la révolte ouvrière pendant les journées de juin, deux de ses fils font partie du bataillon dunkerquois envoyé pour contribuer à ramener l'ordre.
On le retrouve également parmi les dirigeants de la « société de Saint-Joseph », institution de patronage créée en janvier 1848, encore en fonctionnement en 1859, dans un but de moralisation et d'éducation chrétienne, avec une bibliothèque, salle de jeux, etc.. Vice-président lors de sa fondation, il y fait ouvrir un cours de géométrie, chimie, mécanique, une école de musique et émet l'idée en 1849 de créer à Dunkerque une caisse de secours mutuels, idée révélant sa sensibilité aux questions sociales. La caisse va être créée lorsqu'il exerce la présidence de l'association entre 1849 et 1853. Il est encore à l'origine de l'ouverture d'une école dominicale d'adultes dirigée par des frères de la doctrine chrétienne. En 1851, il émet l'idée d'ouverture d'une boucherie économique où la viande serait vendue à des prix inférieurs aux prix ordinaires, mais l'expérience ne dura qu'un peu plus d'un an, entre janvier 1851 et juillet 1852. La municipalité de Dunkerque va placer la société de secours mutuel sous son patronage : à partir du 1er janvier 1856, elle fonctionne à l'hôtel de ville. De même, l'idée de boucherie économique est reprise par la ville la même année mais ne va à nouveau durer seulement quelques mois.
Dans le même esprit, il fonde une conférence affiliée à la Société de Saint-Vincent-de-Paul.
Victor Derode arrivé à Dunkerque, fait partie en 1851 des fondateurs de la « Société dunkerquoise pour l'Encouragement des Sciences, des Lettres et des Arts » dont l'actuelle « Société dunkerquoise d'Histoire et d'Archéologie » est l'héritière. Rassemblant des juristes, des médecins et des professeurs, elle organise différents concours (littérature, histoire, poésie, musique,...), publie des « mémoires » et monte des expositions de beaux-arts. Il est un élément essentiel de la société savante fondateur, administrateur (il va en être le secrétaire perpétuel), donateur. Il participe également à la vie du Comité flamand de France.
Victor Derode participe pleinement à la vie de la cité dunkerquoise, il est conseiller municipal pendant 13 ans depuis 1852, délégué cantonal de l'instruction publique, et accepte différents charges ou fonctions à différentes occasions ou circonstances utiles au renom de la ville et/ou des communes proches, accepte de donner des conférences publiques sur de nombreux sujets. Il veille à la défense des beaux-arts : le 28 juillet 1857, il fait partie (sont présents Victor Derode père, Victor Derode fils, Léon Derode), des trente personnes réunies pour donner naissance à l'Orphéon dunkerquois, société chorale visant à propager le goût de la musique et à organiser des concerts devenus rares dans la ville. Le 13 août, il est nommé président de la section chorale de l'institution.
Il fut conseiller municipal de Dunkerque.
Il meurt le 6 août 1867, à l'âge de 69 ans. La société dunkerquoise fait frapper une médaille en son honneur. En 1864, la Société impériale de Lille (Société des sciences, de l'agriculture et des arts de Lille)  lui avait décerné une médaille d'or pour son action en tant qu'historien de Lille et pour avoir été parmi les précurseurs pour l'enseignement des sourds-muets.

## Hommages
- Une rue de Lille et une rue à Dunkerque rendent hommage à l'historien.
- Victor Derode a été fait officier de l'instruction publique (actuel Ordre des Palmes académiques[14].

## La famille Derode
- Le patronyme De Rode se dit en Flamand van Rode. R(h)ode désigne, en flamand, une surface gagnée sur la forêt par défrichage. Cette dénomination correspond au terme français « essart ». Le patronyme Rode peut aussi venir du germanique Hrod signifiant gloire ou victoire ou encore désigner une personne qui vient d'une localité nommée « Rode » et s'y rattache à un titre quelconque.
- Armes : D'azur au chevron d'or accompagné de trois trèfles de même.
- Devise : Fidelitas  ad principem
- Origine de la famille : elle semble liée à celle des van Rode de Bruges, famille patricienne de Belgique[15].

## Œuvre

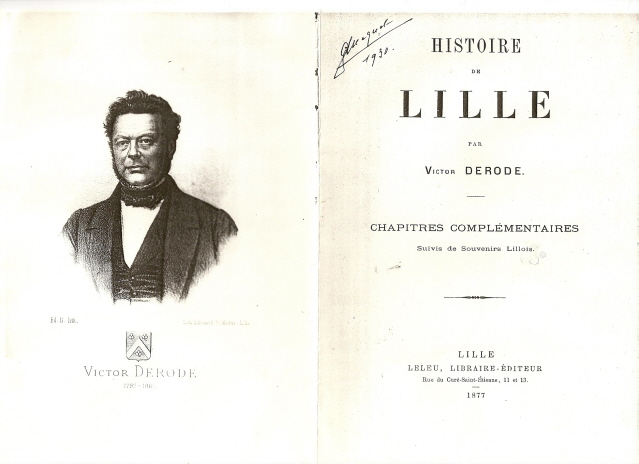

Victor Derode est l'auteur d'une œuvre foisonnante, couvrant de très nombreux domaines de la connaissance, y inclus la poésie (lui-même estimait avoir écrit de l'ordre de 10 000 vers).
La liste ci-dessous vise à mettre en avant les ouvrages estimés les plus représentatifs de son activité à certains moments de son existence ou ayant eu le plus de retentissement. La Société dunkerquoise pour l'encouragement des sciences, des lettres et des arts s'est chargée de recenser la liste complète de ses publications ou manuscrits.
- 1828 - Introduction à l'étude de l'harmonie
- 1828 : Histoire abrégée de la philosophie, manuscrit de 525 pages, présenté en réponse à un concours lancé par la Société catholique des sciences; recueille une première mention honorable[18].
- Entre 1828 et 1840, plusieurs études dans des domaines variés, en relation avec la direction de l'établissement d'enseignement lillois :
  - Examen des principes de la méthode de Jacotot
  - Notice sur quelques coquillages fossiles recueillis près de Soissons
  - Génération des courbes dites sections coniques
  - Traité de l'huile de Madia sativa
  - Electrotypie
  - Paroles d'un croyant (commentaire sur l'ouvrage de Lamennais portant ce titre)
  - L'Hôpital des Fous  (œuvre inachevée)
  - Le Patois de Lille
  - Introduction à l'étude des langues (projet de réforme de l'enseignement grammatical pour la français, le latin et le grec)
  - Mémoires sur la géométrie[3].
- 1840 - Considérations sur les lois de la progression des langues
- 1842 - Le siège de Lille en 1792 [lire en ligne]
- 1847 - Histoire de Lille (3 tomes)
  - Tome I
  - Tome II
  - Tome III
- 1848 - Histoire de Lille et de la Flandre wallonne, (suivie ultérieurement de plusieurs chapitres sur des points particuliers n'ayant pu être introduits dans cette Histoire, l'Instruction publique, le Commerce et l'industrie, les Couvents à Lille etc.)
- 1852 - Histoire de Dunkerque [lire en ligne]
- 1856 - Histoire religieuse de la Flandre maritime et en particulier de la ville de Dunkerque [lire en ligne]
- 1857 - Notice sur l'église Saint-Éloi à Dunkerque
- 1859 - Le Festival de Paris et l'orphéon dunkerquois
- 1863 - L'agrandissement de Dunkerque : Accessible en texte intégral sur LillOnum.
- 1864 - Rôles de la maison de Bourgogne

Il publie deux romans :
- La famille Prudhomme, mœurs lilloises au XVIe siècle, en 1853.
- Les Orphelines de Visschermoëre, esquisse de mœurs dunkerquoises au XVIe siècle, en 1863.